# Apamea musicalis
Apamea musicalis är en fjärilsart som beskrevs av Eugen Johann Christoph Esper 1790. Apamea musicalis ingår i släktet Apamea och familjen nattflyn. Inga underarter finns listade i Catalogue of Life.